# 中島恵美
中島 恵美（なかしま えみ、1950年12月11日 - ）は、日本の薬学者。学位は、薬学博士。元慶應義塾大学薬学部教授。専門は薬剤学。研胎盤関門機能の分子薬剤学的研究と個別薬剤療法のシステム構築が研究課題であり、特に妊婦に対して薬物療法・投与計画を最適化する理論基盤を確立するために、胎盤細胞株や遺伝子発現系あるいは実験動物を用いて、薬物の胎盤透過機構を解明する基礎研究にも力を注いだ。

## 経歴
- 石川県出身[1]
- 石川県立羽咋高等学校卒業。
- 1973年　金沢大学薬学部卒業、同大学教務職員。
- 1981年　金沢大学薬学部製薬化学科講師。
- 1984年　同大大学院医学研究科助教授・医学部附属病院薬剤部副部長。
- 1986年　米国カリフォルニア大学サンフランシスコ校客員准教授(～1988年）。
- 1995年　金沢大学大学院薬学研究科助教授。
- 1997年　共立薬科大学教授。
- 2005年　共立薬科大学教務部長。
- 2007年　共立薬科大学衛生管理者。
- 2008年　慶應義塾大学薬学部薬剤学講座教授（合併に伴う名称変更）
- 2016年　慶應義塾大学退官。

## 受賞歴
- 2002年7月　日本薬剤学会 Postdoctoral Presentation Award 指導教員（受賞者:中島恵美）。
- 2007年6月　トランスポーター研究会 ベストポスター賞（ラット胎盤におけるezrinの発現変動とP-glycoproteinおよびGLUT1細胞内局在への影響、受賞者: 崔 吉道, 樋口 慧, 和田真実, 巨勢典子, 西村友宏, 田村 淳, 月田早智子, 若山友彦, 中島恵美）。
- 2008年5月　日本薬剤学会 日本薬剤学会永井記念国際女性科学者賞（薬物動態の個体間変動要因の解析と個別薬剤療法への応用、受賞者: 中島恵美）。
- 2011年11月　慶應義塾義塾賞（薬物の体内動態における個体間変動要因の機構解明と個別薬剤療法への応用に関する研究、受賞者: 中島恵美）。

## 関連リンク
- 慶應義塾大学薬学部薬剤学講座HP
- researchmap